# Казахстан на летних Азиатских играх 2006
На Летних Азиатских играх 2006 года в Дохе спортсмены Казахстана завоевали 23 золотых, 19 серебряных и 43 бронзовых медалей, что вывело страну на 4-е место в неофициальном командном зачёте.

## Медалисты
| Медаль | Спортсмен                                                        | Вид спорта                  | Дисциплина                                                       |
| ------ | ---------------------------------------------------------------- | --------------------------- | ---------------------------------------------------------------- |
| Золото | Роман Мелёшин                                                    | Греко-римская борьба        | Мужчины, до 74 кг                                                |
| Золото | Халид Халидов                                                    | Каратэ                      | Мужчины, кумитэ, свыше 80 кг                                     |
| Золото | Алия Юсупова                                                     | Художественная гимнастика   | Женщины, личное первенство                                       |
| Золото | Алия Юсупова Айдана Каулдашева Майя Зайнуллина                   | Художественная гимнастика   | Женщины, командное первенство                                    |
| Золото | Дмитрий Калтенбергер Дмитрий Торлопов                            | Гребля на байдарках и каноэ | Мужчины, байдарки-двойки, 500 м                                  |
| Золото | Александр Дядчук Кайсар Нурмаганбетов                            | Гребля на байдарках и каноэ | Мужчины, каноэ-двойки, 500 м                                     |
| Золото | Муртас Кажгалеев                                                 | Быстрые шахматы             | Мужчины                                                          |
| Золото | Ольга Довгун                                                     | Стрельба                    | Женщины, винтовка, 50 м                                          |
| Золото | Сергей Беляев Виталий Довгун Юрий Мелситов                       | Стрельба                    | Мужчины, винтовка, 50 м, командное первенство                    |
| Золото | Юлия Бернер Наталья Гурова Анна Пушкарева                        | Стрельба                    | Женщины, винтовка, 10 м, движущаяся мишень, командное первенство |
| Золото | Андрей Гуров Бахтияр Ибраев Рассим Мологлы                       | Стрельба                    | Мужчины, винтовка, 10 м, движущаяся мишень, командное первенство |
| Золото | Сергей Колос Владислав Мухамедиев Сергей Якшин                   | Стендовая стрельба          | Мужчины, скит, командное первенство                              |
| Золото | Владислав Поляков                                                | Плавание                    | Мужчины, 50 м брассом                                            |
| Золото | Дмитрий Карпов                                                   | Лёгкая атлетика             | Мужчины, десятиборье                                             |
| Золото | Ольга Терешкова                                                  | Лёгкая атлетика             | Женщины, 400 м                                                   |
| Золото | Марина Аитова                                                    | Лёгкая атлетика             | Женщины, прыжки в высоту                                         |
| Золото | Ольга Рыпакова                                                   | Лёгкая атлетика             | Женщины, семиборье                                               |
| Золото | Вячеслав Ершов                                                   | Тяжёлая атлетика            | Мужчины, до 85 кг                                                |
| Золото | Илья Ильин                                                       | Тяжёлая атлетика            | Мужчины, до 94 кг                                                |
| Золото | Илья Чернышев Александр Дымовских Дмитрий Груздев Андрей Мизуров | Велоспорт                   | Мужчины, командная гонка                                         |
| Золото | Дмитрий Гааг                                                     | Триатлон                    | Мужчины                                                          |
| Золото | Бахыт Сарсекбаев                                                 | Бокс                        | Мужчины, до 69 кг                                                |

| Медаль  | Спортсмен | Вид спорта                  | Дисциплина                                                     |
| ------- | --- | --------------------------- | -------------------------------------------------------------- |
| Серебро | Алмас Атаев | Дзюдо                       | Мужчины, до 81 кг                                              |
| Серебро | Максим Раков | Дзюдо                       | Мужчины, до 90 кг                                              |
| Серебро | Роман Валиев | Лёгкая атлетика             | Мужчины, тройной прыжок                                        |
| Серебро | Сергей Засимович | Лёгкая атлетика             | Мужчины, прыжки в высоту                                       |
| Серебро | Татьяна Азарова Марина Масленко Ольга Терешкова Виктория Яловцева | Лёгкая атлетика             | Женщины, эстафета 4×400 м                                      |
| Серебро | Бахтияр Артаев | Бокс                        | Мужчины, до 75 кг                                              |
| Серебро | Мухтархан Дильдабеков | Бокс                        | Мужчины, свыше 91 кг                                           |
| Серебро | Ольга Смирнова | Вольная борьба              | Женщины, до 55 кг                                              |
| Серебро | Зульфия Забирова | Велоспорт                   | Женщины, велотрек                                              |
| Серебро | Илья Чернышев Алексей Лялько | Велоспорт                   | Мужчины, велотрек                                              |
| Серебро | Наталья Яковлева Лязат Килибаева Марина Пикалова Елена Портова Ольга Травникова Яна Васильева Елена Козлова Ирина Боречко Марина Бузмакова Наталья Кубрина Александра Ефимова Юлия Гончарова Ольга Ажидерская Гульнар Мендыбаева Анастасия Батуева Евгения Николаева | Гандбол                     | Женщины                                                        |
| Серебро | Наталья Гурова | Стрельба                    | Женщины, винтовка, 10 м, движущаяся мишень                     |
| Серебро | Ольга Довгун | Стрельба                    | Женщины, винтовка с трёх положений, 50 м                       |
| Серебро | Виталий Довгун Юрий Мельситов Юрий Юрков | Стрельба                    | Мужчины, винтовка с трёх положений, 50 м, командное первенство |
| Серебро | Рассим Мологлы | Стрельба                    | Мужчины, винтовка, 10 м, движущаяся мишень                     |
| Серебро | Бахтияр Ибраев | Стрельба                    | Мужчины, винтовка, 10 м, движущаяся мишень                     |
| Серебро | Рашид Юнусметов | Стрельба                    | Мужчины, пистолет, 50 м, движущаяся мишень                     |
| Серебро | Евгений Бежнар | Гребля на байдарках и каноэ | Мужчины, каноэ-одиночка, 1000 м                                |
| Серебро | Жомарт Сатубалдин | Гребля на байдарках и каноэ | Мужчины, каноэ-одиночка, 500 м                                 |

| Медаль | Спортсмен | Вид спорта                  | Дисциплина                                                     |
| ------ | --- | --------------------------- | -------------------------------------------------------------- |
| Бронза | Саламат Утарбаев | Дзюдо                       | Мужчины, до 60 кг                                              |
| Бронза | Асхат Житкеев | Дзюдо                       | Мужчины, до 100 кг                                             |
| Бронза | Елдос Ихсангалиев | Дзюдо                       | Мужчины, свыше 100 кг                                          |
| Бронза | Келбет Нургазина | Дзюдо                       | Женщины, до 48 кг                                              |
| Бронза | Асхат Житкеев | Дзюдо                       | Мужчины, открытая категория                                    |
| Бронза | Гульжан Иссанова | Дзюдо                       | Женщины, открытая категория                                    |
| Бронза | Виктория Яловцева | Лёгкая атлетика             | Женщины, 800 м                                                 |
| Бронза | Ольга Рыпакова | Лёгкая атлетика             | Женщины, прыжки в длину                                        |
| Бронза | Дмитрий Аксенкин Александр Гайдуков Сергей Горовой Равиль Манафов Евгений Медведев Алан Оразалинов Руслан Оразалинов Александр Шведов Адиль Темырханов Дамир Темырханов Рустам Укуманов Иван Зайцев Азамат Жулумбетов | Водное поло                 | Мужчины                                                        |
| Бронза | Галиб Джафаров | Бокс                        | Мужчины, до 57 кг                                              |
| Бронза | Серик Сапиев | Бокс                        | Мужчины, до 64 кг                                              |
| Бронза | Дмитрий Готфрид | Бокс                        | Мужчины, до 91 кг                                              |
| Бронза | Александр Емельянов | Гребля на байдарках и каноэ | Мужчины, байдарка-одиночка, 500 м                              |
| Бронза | Евгений Алексеев Алексей Подойников | Гребля на байдарках и каноэ | Мужчины, байдарка-двойка, 1000 м                               |
| Бронза | Наталья Сергеева | Гребля на байдарках и каноэ | Женщины, байдарка-одиночка, 500 м                              |
| Бронза | Александр Аксенов Сергей Ходос Сергей Шабалин Алексей Шипилов | Фехтование                  | Мужчины, шпага, командное первенство                           |
| Бронза | Ольга Антипова Ирина Фичшенко Наталья Казанцева Елена Казанцева | Фехтование                  | Женщины, рапира, командное первенство                          |
| Бронза | Шатык Кажымуканов | Каратэ                      | Мужчины, до 75 кг                                              |
| Бронза | Венера Жетибай | Каратэ                      | Женщины, до 53 кг                                              |
| Бронза | Сергей Беляев | Стрельба                    | Мужчины, винтовка, 50 м                                        |
| Бронза | Андрей Гуров | Стрельба                    | Мужчины, винтовка, 10 м, движущаяся мишень                     |
| Бронза | Владимир Иссаченко | Стрельба                    | Мужчины, пистолет, 25 м                                        |
| Бронза | Ольга Довгун | Стрельба                    | Женщины, винтовка, 10 м                                        |
| Бронза | Ольга Довгун Галина Корчма Варвара Коваленко | Стрельба                    | Женщины, винтовка, 50 м, командное первенство                  |
| Бронза | Ольга Довгун Галина Корчма Варвара Коваленко | Стрельба                    | Женщины, винтовка с трёх положений, 50 м, командное первенство |
| Бронза | Игорь Шмоткин Сергей Вохмянин Владимир Вохмянин | Стрельба                    | Мужчины, пистолет, 25 м, командное первенство                  |
| Бронза | Андрей Мизуров | Велоспорт                   | Мужчины, велотрек, личное первенство                           |
| Бронза | Илья Чернышев | Велоспорт                   | Мужчины, велотрек, гонка по очкам                              |
| Бронза | Владислав Поляков | Плавание                    | Мужчины, 100 м брассом                                         |
| Бронза | Владислав Поляков | Плавание                    | Мужчины, 200 м брассом                                         |
| Бронза | Тимур Курбанбаев | Гимнастика                  | Мужчины, кольца                                                |
| Бронза | Ернар Еримбетов | Гимнастика                  | Мужчины, опорный прыжок                                        |
| Бронза | Ренат Куралбаев | Тхэквондо                   | Мужчины, до 54 кг                                              |
| Бронза | Арман Чилманов | Тхэквондо                   | Мужчины, до 84 кг                                              |
| Бронза | Сауле Сардарова | Тхэквондо                   | Женщины, до 55 кг                                              |
| Бронза | Абдулхаким Шапиев | Вольная борьба              | Мужчины, до 74 кг                                              |
| Бронза | Магомед Куруглиев | Вольная борьба              | Мужчины, до 84 кг                                              |
| Бронза | Таймураз Тигиев | Вольная борьба              | Мужчины, до 96 кг                                              |
| Бронза | Бахыт Ахметов | Тяжёлая атлетика            | Мужчины, до 105 кг                                             |
| Бронза | Михаил Гарник | Академическая гребля        | Мужчины, одиночки                                              |
| Бронза | Инга Дудченко Мария Филимонова | Академическая гребля        | Женщины, двойки                                                |
| Бронза | Айнур Керей Анна Кулькина Арна Токтаган | Синхронное плавание         | Женщины                                                        |
| Бронза | Даниил Сапунов | Триатлон                    | Мужчины                                                        |